# Confederación Xeral de Traballadores Galegos
La Confederación Xeral de Traballadores Galegos (Confederación General de Trabajadores Gallegos) (CXTG) fue un sindicato de Galicia (España), de orientación nacionalista gallega, formado en 1985 como una escisión de la Intersindical Nacional dos Traballadores Galegos (INTG).
En octubre de ese año celebró su primer Congreso, en el que se eligió a Fernando Acuña como secretario general. En las elecciones sindicales de 1986 consiguió 1.087 delegados en Galicia. En 1990 formó, con la INTG, la Converxencia Intersindical Galega para concurrir en coalición a las elecciones sindicales. La coalición se transformó en la Confederación Intersindical Galega (CIG) en 1994.
- Datos: Q3322462